# Sergio Santos (baseball)
Pour les articles homonymes, voir Sergio Santos et Santos (homonymie).
Sergio Jose Santos (né le 4 juillet 1983 à Los Angeles, Californie, États-Unis) est un lanceur droitier de la Ligue majeure de baseball. 
Arrêt-court en ligues mineures, il devient lanceur en 2009 et découvre le plus haut niveau sur le monticule en 2010 avec les White Sox de Chicago, avant d'évoluer pour les Blue Jays de Toronto et les Dodgers de Los Angeles.

## Carrière

### Ligues mineures
Après des études secondaires à la Mater Dei High School de Santa Ana (Californie), Sergio Santos est repêché le 4 juin 2002 par les Diamondbacks de l'Arizona au premier tour de sélection (27e choix). 
Encore joueur de Ligues mineures, il est transféré chez les Blue Jays de Toronto le 27 décembre 2005 à l'occasion d'un échange impliquant plusieurs joueurs.
Santos passe dans l'organisation des Twins du Minnesota le 13 mai 2008 puis devient agent libre au terme de la saison 2008. Il dispute la Ligue mexicaine du Pacifique avec les Yaquis de Obregón puis s'engage avec les White Sox de Chicago où il se contente encore d'évoluer en Ligues mineures en 2009. Jusque-là arrêt-court, Santos tente la transition vers la position de lanceur, et fait ses classes à ce poste en 2009 au sein de l'organisation des White Sox.

### White Sox de Chicago
Santos fait ses débuts en Ligue majeure sur le monticule le 8 avril 2010 pour les White Sox. Il signe son premier sauvetage le 5 juillet contre les Angels de Los Angeles d'Anaheim puis enregistre sa première victoire le 5 août face aux Tigers de Détroit. Il complète sa première saison avec deux victoires, deux défaites, un sauvetage et une moyenne de points mérités de 2,96 en 51 manches et deux tiers lancées.
En 2011, Santos devient stoppeur de son équipe et réussit 30 sauvetages en 63 sorties au monticule pour les White Sox. Il réussit 92 retraits sur des prises en seulement 63 manches et un tiers lancées, pour un total de 148 en 115 manches au total pour Chicago à ses deux premières saisons.

### Blue Jays de Toronto
Le 6 décembre 2011, Santos passe aux Blue Jays de Toronto en retour du lanceur des ligues mineures Nelson Molina. Santos joue 61 matchs pour Toronto en 3 saisons. Sa moyenne de points mérités s'élève à 5,23 avec 61 retraits sur des prises en 51 manches et deux tiers en relève. Il réaliste 8 sauvetages au cours de ces années.

### Dodgers de Los Angeles
Le 8 janvier 2015, Santos signe un contrat des ligues mineures avec les Dodgers de Los Angeles.
Le 16 mai 2015, Santos lance la 75e manche de 4 retraits sur des prises dans l'histoire des majeures, alors qu'une troisième prise non attrapée le force à retirer au bâton DJ LeMahieu (sauf au premier but sur un mauvais lancer), Drew Stubbs, Wilin Rosario et Michael McKenry des Rockies du Colorado pour compléter une difficile 8e manche contre les Rockies du Colorado. La veille, son coéquipier des Dodgers Kenley Jansen avait lui aussi accompli ce fait plutôt rare.
Il effectue 12 sorties et lance 13 manches et un tiers pour les Dodgers en 2015, accordant 7 points mérités. Ne figurant plus dans les plans de l'équipe, il devient agent libre le 6 juin.

### Yankees de New York
Le 9 juin 2015, Santos rejoint les Yankees de New York. Il lance 3 manches en deux matchs des Yankees puis doit subir une opération de type Tommy John qui met fin à sa saison.

## Statistiques
| Saison | Équipe     | G  | GS | CG | SHO | V | D | SV | IP   | SO | ERA  |
| ------ | ---------- | -- | -- | -- | --- | - | - | -- | ---- | -- | ---- |
| 2010   | Chicago WS | 56 | 0  | 0  | 0   | 2 | 2 | 1  | 51.2 | 56 | 2,96 |
| Totaux | Totaux     | 56 | 0  | 0  | 0   | 2 | 2 | 1  | 51.2 | 56 | 2,96 |

Note : G = Matches joués ; GS = Matches comme lanceur partant ; CG = Matches complets ; SHO = Blanchissages ; 
V = Victoires ; D = Défaites ; SV = Sauvetages ; IP = Manches lancées ; SO = Retraits sur des prises ; ERA = Moyenne de points mérités.